# Malvastrum tomentosum
Malvastrum tomentosum là một loài thực vật có hoa trong họ Cẩm quỳ. Loài này được (L.) S.R.Hill mô tả khoa học đầu tiên năm 1980.